# Estany de Cogomella
L'Estany de Cogomella és un llac d'origen glacial que es troba a 2.477 m d'altitud, a la capçalera de la vall Fosca, al Pallars Jussà, al nord del poble de Cabdella, en el terme municipal de la Torre de Cabdella.
La seva conca està formada a llevant pel Tossal Tancat, sota de la qual es troba.
Pertany al grup de llacs d'origen glacial de la capçalera nord-oriental del riu de Riqüerna, al voltant del Pic Salado. Rep les aigües directament de les muntanyes de la seva conca, i les adreça cap a l'Estany Morera.